# Łukasz Górka (zm. 1573)

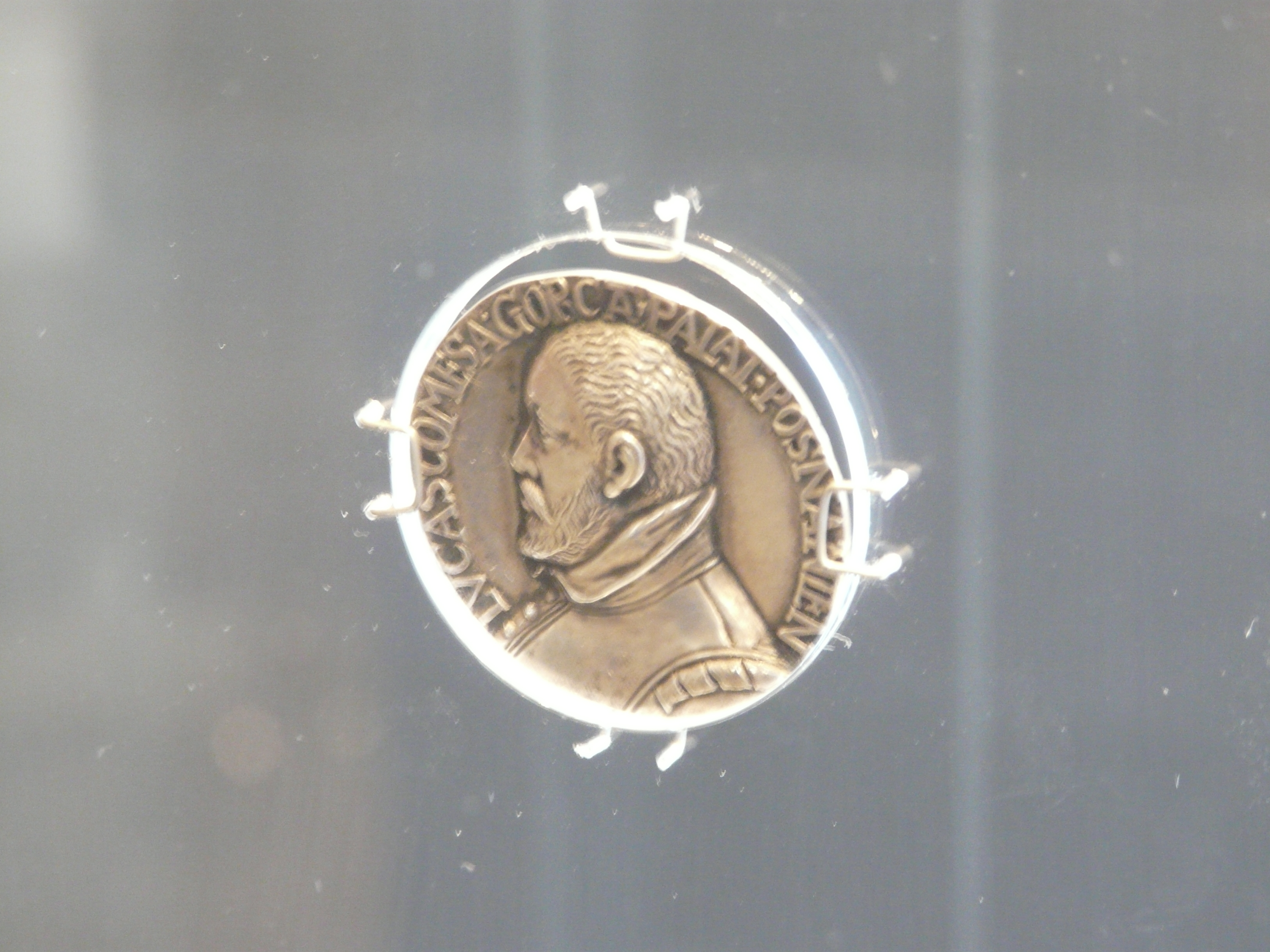
Medal Górki, z ok. 1571

Łukasz III Górka herbu Łodzia (ur. około 1533, zm. 23 stycznia 1573) – wojewoda poznański od 1565, wojewoda kaliski od 1563, wojewoda łęczycki od 1558, wojewoda brzeskokujawski od 1554, starosta buski i gnieźnieński, starosta Koła w 1553 roku, starosta Wielenia i Wronek w latach (1551)–1557–1568–(1573),  luteranin.

## Życiorys
Był synem Andrzeja I Górki i Barbary z Kurozwęckich. Jego nauczycielami byli Jan z Koźmina i Eustachy Trepka. Swoją działalność na niwie publicznej rozpoczął, wraz z sekretarzem Mateuszem Poleyem, od starań o uruchomienie żeglugi na Warcie. Ten problem sprawił, że utrzymywał bliskie stosunki z książętami pomorskimi, margrabią Janem z Koźmina oraz elektorem brandenburskim, który ustąpił w tej kwestii (prawdopodobnie dlatego, że był zadłużony u Górków).
W 1554 Łukasz III otrzymał kasztelanię, a rok później urząd wojewody brzeskiego. W Poznaniu podejmował u siebie Zofię Jagiellonkę udającą się do przyszłego męża – księcia Brunszwiku. Na prośbę przyjaciela rodu, księcia Albrechta Hohenzollerna, wyekwipował i posłał do Inflant oddział 150 kopijników. W 1558 został wojewodą łęczyckim, w 1563 kaliskim, a w 1565 poznańskim. Jesienią 1570 poseł do niektórych z książąt niemieckich, później, podczas bezkrólewia na zjeździe w Łowiczu w 1572 opowiedział się za wydaleniem Commendoniego, jako zwolennika Habsburgów. Nie zdołał do tego przekonać jednak szlachty ani na zwołanym przez siebie sejmiku w Środzie Wielkopolskiej ani na zjeździe senatorów wielkopolskich w Radziejowie, ani też na zjeździe całej szlachty wielkopolskiej w Kole.
Początkowo był bratem czeskim. W 1554 r. Łukasz Górka wraz z Janem Tomickim kaszt. rogozińskim i Jakubem Ostrorogiem uprowadzili z ratusza w Poznaniu kilku mieszczan skazanych za kacerstwo i uniemożliwili wykonania na nich kary śmierci. Został jednak usunięty ze zboru (ok. 1563) za rozpustę, po tym wydarzeniu przystał do luteran zostając przywódcą tej grupy wyznaniowej w Wielkopolsce. Odebrał tzw. „czynsze wrocławskie” nadane Kościołowi katolickiemu przez swojego dziadka Łukasza II. Następnie wypędził bernardynów z Sierakowa, a kolegiaty w Kórniku i Szamotułach zmienił na luterańskie zbory. W swoim poznańskim pałacu w 1563 również umieścił zbór luterański, a także organizował synody luteran i braci czeskich w 1560, 1566, 1567, 1568 oraz 1580. Mimo wszystko biskup Stanisław Hozjusz liczył, że dzięki bliskim kontaktom Łukasza III z poznańskimi jezuitami uda się przekonać magnata do powrotu na łono kościoła katolickiego. Te liczne kontakty opiekuna protestantów z duchowieństwem katolickim sprawiły, że po jego śmierci krążyła wręcz pogłoska, że konając wołał katolickiego księdza, którego nie dopuściło do jego łoża najbliższe otoczenie magnata. Gdy kapituła poznańskiej katedry nie wyraziła zgody na pochówek w rodzinnym grobowcu znajdującym się w jednej z katedralnych kaplic, jego bracia Andrzej II i Stanisław usiłowali wedrzeć się z trumną do kościoła siłą, lecz zostali odparci. Ostatecznie spoczął w Szamotułach, skąd później przeniesiono go do Kórnika, gdzie spoczywa do dziś. Jego żoną była Halszka (Elżbieta) z Ostroga.
Pochowany w kolegiacie w Kórniku.